# تبرير (علم اللاهوت)
يُعرّف التبرير في علم اللاهوت المسيحي بالحدث او العملية التي يقوم بها الخطاة أو يُعلنون أنهم أبرار في نظر الإله.
تُعتبر وسائل التبرير مجالًا يختلف اختلافًا كبيرًا عن نظريات التكفير المتنوعة التي جرى الجدال حولها بين الروم الكاثوليك والأرثوذكس الشرقيين والبروتستانت. غالبًا ما يُنظر إلى التبرير على أنه الخط اللاهوتي الفاصل بين الكاثوليكية الرومانية والتقاليد اللوثرية والإصلاحية خلال فترة البروتستانتية.
عمومًا، يعتقد المسيحيون الكاثوليك والأرثوذكس أن التبرير، الذي يحدث في البداية في المعمودية، والمشاركة في الأسرار المقدسة وما ينتج عنه من نعمة التعاون مع مشيئة الله (التقديس) هو عمل كامل من أعمال المصالحة التي يقوم بها الشخص لإتمام التمجيد.
في العقيدة الكاثوليكية، البر أمر منقوع، أي أن الله «يصب» النعمة في روح المرء أو «يملأ» نعمته أكثر فأكثر مع مرور الوقت؛ فالإيمان الذي يظهر من خلال الأعمال الخيرية والأعمال الجيدة يبرر الخطاة من خطاياهم. في العقيدة البروتستانتية، يُنسب البر المحسوب إلى الخطاة بطبيعته، في إشارة إلى الرحمة، من خلال الإيمان بصليب المسيح.
تُعلم هذه التقاليد مفهوم الإيمان الائتماني، أي: «أن الإيمان وحده يكفي للتبرير، وبالتالي فإن التقيد بالقانون الأخلاقي ليس ضروريًا سواء إن كان شرطًا مسبقًا للحصول على التبرير أو وسيلة للحفاظ عليه». لذلك يُنظر إلى أن البر من الله المنسوب إلى حساب الخاطئ من خلال الإيمان وحده، باستثناء الأعمال، على أنه يستند فقط إلى دم المسيح. يُعتبر تطور القداسة الشخصية مختلفًا عن التبرير، بل يشير إلى الانتماء إلى التقديس.
في عقيدة الروم الكاثوليك والأرثوذكس ومعظم اللاهوت البروتستانتي، فإن أي شخص جرى تبريره سيقوم بأفعال جيدة نتاجًا  للإيمان، ونتيجة لنعمة الله في التقديس. توجد استثناءات ملحوظة في الحركة المعمدانية المستقلة حول فكرة أن التقديس والأعمال الجيدة دائمًا ما تصاحب التبرير في لاهوت النعمة الحرة وغيرها من الأمور.
بالنسبة للوثريين، يمكن أن يفقد الشخص التبرير بفقدان الإيمان؛ وبالنسبة للكاثوليك والمسيحيين الأرثوذكس، يمكن أن يفقد التبرير بارتكاب خطيئة مميتة. يرى الميثوديون ومجموعات أخرى تنتمي إلى حركة القداسة أن التبرير قد يُفقد بفقدان الإيمان أو من خلال الخطيئة. يرى التقليد الإصلاحي أن التبرير لا يمكن أن يُفقد حقًا: بالنسبة لأولئك الذين بررتهم الرحمة، فإنهم سيثابرون بالتأكيد من خلال الإيمان حتى عودة المسيح نفسه.